# Ахундов, Рамиз Габиб оглы
Рамиз Габиб оглы Ахундов (25 января 1937, Баку — 26 декабря 2015, Баку) — советский и азербайджанский кинорежиссёр. 
Родился 25 января 1937 года в Баку. В 1960 году окончил актёрский факультет Государственного театрального института имени Мирзаага Алиева (сейчас Азербайджанский государственный университет культуры и искусств) и начал деятельность в Государственном Комитете по телевидению и радиовещанию. В 1964—1965 гг. был назначен главным режиссёром Театра кукол. В 1965 году вернулся на телевидение и по 1993 год работал в Азгостелерадиокомитете, где начал с помощника режиссёра и дослужился до режиссёра высшей категории. 
Рамиз Ахундов являлся одним из основателей и первых режиссёров созданного в Госкомитете объединения телевизионных фильмов «Экран». Автор более 25 фильмов, демонстрировавшихся на местном и центральном телевидении. Среди них «Идущий и через море перейдет» (1962), «Граница на замке» (1962), «Люди моей республики» (1964), «Это Саттар Бахлулзаде» (1969, первый цветной фильм на Азербайджанском телевидении), «Бабушка Зибейда» (1970), «Бакинский архипелаг» (1971), «Сады Ордубада» (1972), «Руки и краски» (1974), «Дорогами мастерства» (1974), «Сарсанг» (1975), «Каспийская Атлантида» (1975), «Старты» (1977), «Баку-Архангельск» (1980), «Возвращение» (1988), «Размышления» (1990) и др.
В связи с тяжёлой болезнью ушел из профессии в середине 1990-х годов.
В 2008 году удостоен Персональной пенсии Президента Азербайджанской Республики.
Ушёл из жизни 26 декабря 2015 года в Баку.